# 北海製鉄
北海製鉄株式会社（ほっかいせいてつ、英文社名 HOKKAI IRON & COKE CORPORATION）は、日本製鉄傘下の鉄鋼メーカーである。当時の新日本製鐵（新日鉄）室蘭製鐵所の製銑部門を分離して設立された。

## 概要
北海道室蘭市にある銑鋼一貫製鉄所である室蘭製鐵所のうち、銑鉄の製造工程（製銑工程）を新日鉄から分離するために設立された鉄鋼メーカーであった。鉄鉱石とコークスを原料として半製品である銑鉄を製造する装置の高炉と、コークスを製造するためのコークス炉などを保有する。1994年（平成6年）3月末に発足し、同年4月に営業を開始したが、2020年に製銑機能が再び日本製鉄に戻されて以降は同設備の保有などを担う。
製品には、室蘭製鐵所の製鋼工程へ送られる銑鉄の他、コークス炉から回収される硫酸アンモニウム（硫安）・コールタール・タール軽油といった化成品があった。
筆頭株主は日本製鉄で、同社が資本金の80%を出資する。残りの20%は、室蘭製鐵所構内に製造拠点（三菱製鋼室蘭特殊鋼室蘭製作所）を持つ三菱製鋼が出資する。